# Hoplitis limassolica
Hoplitis limassolica är en biart som först beskrevs av Mavromoustakis 1937.  Hoplitis limassolica ingår i släktet gnagbin, och familjen buksamlarbin. Inga underarter finns listade i Catalogue of Life.